# Verkehrsfunk
Der Verkehrsfunk (auch Verkehrsdienst) ist ein fester Bestandteil im Programm vieler Hörfunksender. Er informiert alle unterschiedlich mobilen und motorisierten Personen in regelmäßigen Abständen über die aktuelle Verkehrslage oder bei Bedarf mit Verkehrsmitteilungen wie Stau- oder Falschfahrerinformationen.

## Entstehung

### USA
Erste Informationssendungen für Motorisierte wurden in den USA Mitte der 1920er Jahre im Radio ausgestrahlt, zunächst lokal in Großstädten. Eine wesentliche Ausweitung erfuhr das Format, nachdem in den 1930er Jahren Autoradios eine gewisse Verbreitung erlangten.

### Deutschland
UKW-West, das erste UKW-Programm des Westdeutschen Rundfunks informierte am 23. April 1961 erstmals die Hörerschaft über Verkehrsstaus in der Nähe von Erholungsgebieten und auf Autobahnen.
Die politische und gesellschaftliche Debatte über die Einführung eines regelmäßigen Verkehrsfunks begann zu dieser Zeit erst. Auslöser waren die zunehmenden Verkehrsstaus als Folge der immer stärkeren Motorisierung der Bevölkerung. Große publizistische Resonanz löste im Jahr 1963 ein Autobahnstau mit der als außergewöhnlich wahrgenommenen Länge von 33 Kilometern aus. Während die SPD das Stauproblem durch eine Stärkung des Öffentlichen Personennahverkehrs lösen wollte, propagierten CDU und FDP eine bessere Steuerung des motorisierten Individualverkehrs und in diesem Zusammenhang die Einführung eines Verkehrsfunks, da zugleich auch in Deutschland immer mehr Fahrzeuge über ein Autoradio verfügten. 1970 besaßen rund 35 % der Fahrzeuge ein solches Gerät, 1975 rund 53 Prozent. Bei der Umsetzung des Verkehrsfunks ging der nordrhein-westfälische Innenminister Willi Weyer (FDP) voran. Er erreichte im Jahr 1963, dass der Westdeutsche Rundfunk auf seiner Welle WDR 2 täglich von 8 bis 20 Uhr alle zwei Stunden Verkehrsdurchsagen auf Grundlage von Polizeimeldungen verbreitete.
Auf Bundesebene begann der Deutschlandfunk am 25. März 1964 auf Initiative von Verkehrsminister Hans-Christoph Seebohm (CDU) mit der Aussendung von Verkehrsinformationen. Der Deutschlandfunk war zunächst jedoch nur lokal eingeschränkt zu empfangen. Entsprechenden Aufforderungen Seebohms kamen zwar auch verschiedene Landesrundfunkanstalten nach, aber die Verkehrsinformationen wurde nur sporadisch und nicht nach einem festen oder einheitlichen Schema versendet.
Trotz einer verbreitet ablehnenden Haltung von Rundfunkjournalisten und Intendanten gegen die Nutzung von Sendezeit für Verkehrsinformationen blieb das Format bestehen. Der Deutschlandfunk hielt die stündlichen Verkehrsmeldungen aufrecht. Nachdem bis 1967 sowohl die Funkanlagen des Senders flächendeckend als auch die Sendezeit über den Tag hinweg weiter ausgebaut wurden, wurde dieser Programmbestandteil wegen seiner verlässlichen Verfügbarkeit zur vollen Stunde besonders beliebt.
Bis in die 1970er Jahre hinein war das Konzept einer bundesweiten reinen Welle für Autofahrer und -fahrerinnen mit Programmunterbrechungen bei aktuellen Verkehrsmeldungen diskutiert worden, aber nicht vorangekommen. Diese ausbleibende Entwicklung und die zunehmende Verbreitung der Ultrakurzwelle mit ihrer geringen Reichweite führte zu verstärkten Bemühungen um regionale Verkehrssender. Zudem wuchs der gesellschaftliche und politische Druck auf eine bessere Verkehrslenkung, nachdem die Verkehrstoten 1970 mit bundesweit rund 19.000 einen Höchststand erreicht hatten. Dabei wurden erneut vor allem Landesminister von CDU, CSU und FDP aktiv. Aus Sicht der Rundfunksender sollten neue Nutzergruppen erschlossen werden, angesichts der zunehmenden Konkurrenz durch Fernsehen und Kompaktkassette. Ein regelmäßiger Verkehrsfunk mit stündlichen Verkehrsinformationen auch in den regionalen Sendern wurde Anfang der 1970er Jahre geschaffen. Vorreiter war der Bayerische Rundfunk mit dem ab 1. April 1971 als Servicewelle gestarteten Programm Bayern 3. Diese neue Dienstleistung wurde flankiert durch die Einrichtung von zentralen Meldestellen bei der Polizei, die Verkehrsmeldungen gebündelt an den Rundfunk weitergaben, sodass nicht mehr mit einzelnen Polizeidienststellen kommuniziert werden mussten. Zudem wurden in Bayern erste Schilder mit den Radiofrequenzen des Verkehrssenders an den Autobahnen aufgestellt. Am 23. April 1972 folgte der Hessische Rundfunk mit seiner Welle HR3 als zweiter Verkehrsfunksender einer Landesrundfunkanstalt. Sowohl BR3 als auch HR3 legten neben dem Verkehrsfunk den Programmschwerpunkt auf Popmusik, die zuvor in Deutschland lediglich in den Sendern der alliierten Truppen, in Radio Luxemburg und grenznah durch den österreichischen Sender Ö3 eine größere Rolle gespielt hatte. Andere Landesrundfunkanstalten blieben hingegen beim Konzept eines in bestehende Wellen integrierten Verkehrsfunks. So baute der WDR den Verkehrsfunk innerhalb seiner zweiten Welle aus und ermöglichte Programmunterbrechungen bei aktuellen Warnmeldungen. NDR 2 stieg 1970 in den Verkehrsfunk ein und weitete ihn 1972 über die Ferienzeit hinaus aus. Die übrigen ARD-Sender richteten in den nachfolgenden Jahren Verkehrsfunk-Anteile in ihren bestehenden Programme ein.
Der Deutschlandfunk führte 1974 mit dem „Verkehrspiepser“ (amtlich: Hinz-Triller) die ARI-Kennung in Deutschland ein. Das System war zuvor seit 1969 auf Initiative des ADAC gemeinsam mit dem Elektronikhersteller Blaupunkt entwickelt worden. Aus Bemühungen um die Weiterentwicklung und europäische Harmonisierung des Verkehrsfunks ging das Radio Data System hervor, das seit 1988 in Deutschland im Regelbetrieb verfügbar ist.
Im 21. Jahrhundert hat der Verkehrsfunk durch die flächendeckende Verfügbarkeit mobiler Navigationssysteme und Apps allgemein an Bedeutung verloren. So stellte der Deutschlandfunk seinen Verkehrsfunk zum 1. Februar 2020 ein. Allerdings beruhen die Funktionen von Navigationssystemen zum Teil auf dem Traffic Message Channel, der aus der Weiterentwicklung des Verkehrsfunks hervorgegangen ist und seine Daten weiter per UKW überträgt.

### Österreich
In Österreich ist die Ö3-Verkehrsredaktion zuständig, die bereits seit den späten 1970er Jahren den österreichweiten Verkehrsfunk sendet. Vorgänger war bereits die Autofahrersendung Autofahrer unterwegs, die allerdings nur während der Sendung laufende Verkehrsnachrichten ausstrahlte. Seit 2005 hat Ö3 auch ein eigenes Studio in der Zentrale der ASFINAG, sodass die Nachrichten noch zeitnäher gebracht werden können.

### Frankreich
In Frankreich werden seit 1991 Verkehrsmeldungen von kleinen Sendern ausgestrahlt, die fix auf der UKW-Frequenz von 107,7 MHz eingestellt sind und entlang der Autobahnen betrieben werden.

## Form
Bei den meisten Sendern ist es üblich, jeweils etwa um fünf Minuten nach der vollen und halben Stunde eine vollständige Übersicht aller Verkehrsstörungen zu senden. Bei Geisterfahrermeldungen und Unfällen, vor denen möglichst zeitnah gewarnt werden muss, wird das laufende Programm unterbrochen oder über einen Musiktitel gesprochen. Bei manchen Radiosendern, die ihr Programm in einem größeren Gebiet senden, werden die Meldungen nur in dem zutreffenden Gebiet durchgegeben.

### Aufbau des Verkehrsfunks
Der Verkehrsfunk gibt die Gefahrstellen und Staus im Sendegebiet des Senders nach einer gewissen Sortierung aus. Bei den meisten Radiosendern ist er folgendermaßen sortiert:
1. Gefahrenstellen auf der Autobahn
2. Gefahrenstellen auf Bundesstraßen

Dabei wird nach Nummern aufsteigend sortiert. Dafür ist oft die erste Ziffer maßgeblich, zum Beispiel A1, A3, A5 und so weiter. Dadurch kann man sich besser vorbereiten, wann die Autobahn, auf der man fährt, an die Reihe kommt.
Die Ortsangabe, welche dazu gesagt wird, gibt auf der Autobahn die Anschlussstellennamen oder Parkplätze an. Auf der Bundesstraße werden die nächstgrößeren Städte genannt. Damit kann auch die Richtung der Behinderung erkannt werden. Nach Autobahn und Bundesstraße folgen:
1. Gefahrstellen auf Landstraßen
2. Gefahrstellen in Großstadtgebieten

Gefahrstellen sind zum Beispiel ungesicherte Unfallstellen, Gegenstände auf der Fahrbahn oder extrem schlechtes Wetter. Wenn die Gefahrstellen fertig sind, wird die gleiche Reihenfolge auf Staus oder stockenden Verkehr übertragen:
1. Staus auf der Autobahn nach Autobahnnummern aufsteigend sortiert
2. Staus auf Bundesstraßen nach Bundesstraßennummer aufsteigend sortiert
3. Staus auf Landstraßen
4. Staus in Großstadtgebieten

Anschließend werden noch Meldungen aus angrenzenden Bundesländern oder Ländern sowie zunehmend ÖPNV-Verkehrsmeldungen genannt. Besonders in der Ferienzeit werden beispielsweise im Süden Deutschlands auch die Österreichischen oder Schweizer Pässe genannt.
Sollte es zum Beispiel keine Bundesstraßen mit Problemen geben, werden diese ausgelassen und direkt ins Stadtgebiet gewechselt.
Manche Radios haben neben der Anzeige einer Liste der digitalen Textmeldungen von TMC- und TMC-Pro auch die Möglichkeit, die Durchsage noch mal abzuspielen, da sie aufgezeichnet wurde. Z. B. beim Navigationsgerät des Modells Audi A3 8P.
In Regionen mit allgemein hohem Verkehrsaufkommen werden oft nur die Autobahnstaus ab einer gewissen Länge angesagt, um das Radioprogramm nicht zu lang zu stören. Beim Radiosender 1Live wird beispielsweise auf die App des Senders hingewiesen, die alle Staus enthält.

## Meldequellen
Die aktuellen Meldungen kommen von verschiedenen Stellen zu den Rundfunksendern. So melden Polizei, Leitstellen von Feuerwehr, Rettungsdiensten oder Automobilclubs Behinderungen oder Straßensperren.
Speziell in den 1990er bis 2000er Jahren gab es teils sendereigene Verkehrsmelder-Clubs mit zuvor registrierten Hörern, die an eine (meist noch nicht öffentlich bekannte) Telefonnummer Verkehrsbehinderungen melden konnten. So gab es von Antenne Bayern den „Service 700“ oder von Bayern 3 die „Bayern Driver“. In den letzten Jahren setzten sich im Programm genannte Hotlines oder (Sprach-)Nachrichtendienste durch, an die jeder Hörer bzw. Autofahrer Meldungen abgeben kann. Oft werden akustische Hörer-Meldungen aufgezeichnet, geprüft, geschnitten und anschließend im folgenden Verkehrsfunk On Air abgespielt.
Einige Radiosender hatten eigene Leichtflugzeuge zur Verkehrsbeobachtung im Einsatz. Diese Leichtflugzeuge meldeten Störungen per Funk an die entsprechende Rundfunkanstalt, die in Form von Verkehrsmeldungen ausstrahlt werden. Der Einsatz von Leichtflugzeugen hat den Vorteil, dass ein genauer Überblick über die Verkehrslage, insbesondere zu Staulängen und zu Unfällen, möglich ist. Der Nachteil sind die hohen Betriebskosten. Die Ö3-Verkehrsbeobachtungsflotte hat als Namenspatron den Prophet Elias. Die letzten zur Verkehrsbeobachtung eingesetzten Flugzeuge stellten in Deutschland 2025 ihre Tätigkeit ein.

## Technik
Mit dem 1974 eingeführten „Verkehrspiepser“ (amtlich: Hinz-Triller) wurde in den Sendestationen das unhörbare Steuersignal ein- und ausgeschaltet, welches wiederum in geeigneten Endgeräten (z. B. Autoradios) das Umschalten von Kassette auf den Verkehrsfunk bzw. ein Erhöhen der Lautstärke auslöste. Seit 1988 wurde diese Funktion auch im RDS realisiert, das veraltete ARI wurde von allen ARD-Hörfunkketten nach über 10 Jahren Übergangszeit am 28. Februar 2005 abgeschaltet. Ältere, nicht RDS-fähige Autoradios können daher keine automatische Umschaltung auf Verkehrsfunksendungen mehr durchführen.
Autoradios haben heute je nach Ausstattung spezielle Einrichtungen, um Verkehrsfunk-Nachrichten an den Benutzer zu übermitteln:
- Das Abspielen einer CD oder einer Kassette wird durch eine nicht hörbare RDS-Programmkennung unterbrochen und die Verkehrsdurchsage ertönt. Einige Sender spielen zusätzlich am Anfang und Ende der Durchsage den hörbaren Hinz-Triller.
- Für Durchsagen kann die Lautstärke separat eingestellt werden, so dass man leichter aufmerksam wird. Zur besseren Verständlichkeit werden sie bei manchen Geräten monophon wiedergegeben.
- EON (Enhanced other network): Wenn man einen Sender ohne Verkehrsdurchsagen hört (dies ist vor allem bei Kultur- und Klassikwellen der Fall) und diese Funktion aktiviert ist, so schaltet das Radio während einer Verkehrsdurchsage automatisch auf einen Verkehrsfunksender um.
- TIM (Traffic Information Memo): Das Radio speichert im abgeschalteten Zustand die Meldungen und gibt sie beim Einschalten wieder. Hierbei ist stets eine entsprechende Programmierung des Autoradios erforderlich, etwa eine Stunde vor Beginn der geplanten Inanspruchnahme.
- TMC (Traffic Message Channel): Dieser digitale Radio-Datendienst, der zur Verbreitung RDS nutzt, wird von Navigationssystemen (z. B. Radio/PDA) zur automatischen Umfahrung von Staus und Behinderungen verwendet (dynamische Zielführung).

## Verkehrsschilder
Von 1974 bis 2003 standen an den Autobahnen ca. 10.000 Hinweisschilder entsprechend dem Zeichen 368 (Anlage 3 zu § 42 Absatz 2 StVO, umgangssprachlich „Radio-Hinweistafeln“). Sie zeigten die Frequenzen des UKW-Rundfunks mit ARI an. Als Grund für die Abschaffung wurde angegeben, dass moderne Autoradios die Verkehrsfunksender automatisch finden und daher ein manuelles Umschalten nicht mehr nötig sei.
Auch entlang der österreichischen Autobahnen und Schnellstraßen werden laufend Verkehrsschilder mit Programmen, die Verkehrsinfos ausstrahlen, und der entsprechenden Sendefrequenz aufgestellt.

Deutsches Verkehrszeichen 368
Hinweiszeichen in Österreich
Zeichen 4.90 Radio-Verkehrsinformation in der Schweiz

## Verkehrsnachrichten vor der Hörfunkära

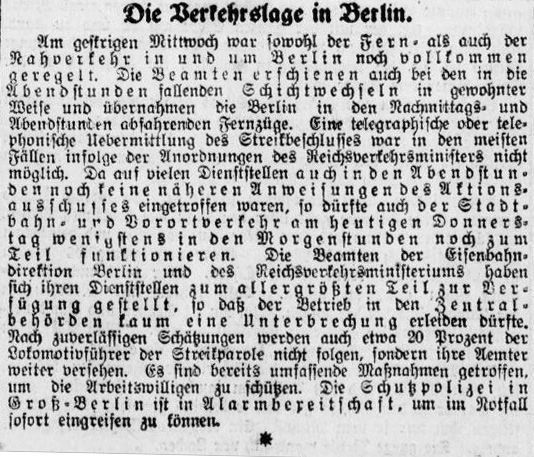
Die Verkehrslage in Berlin (Volks-Zeitung 1922)

Verkehrsnachrichten gab es schon lange vor dem Rundfunk in Zeitungen, da jedoch nur zu besonderen Anlässen, denn das Medium Print konnte nie so aktuell berichten wie der Rundfunk. So druckte die Berliner Volks-Zeitung am Morgen des 2. Februar 1922 auf ihrer Titelseite eine Verkehrseinschätzung wegen des Streiks der Reichsgewerkschaft deutscher Eisenbahnbeamten und -anwärter. Das Blatt vermutete aufgrund der Informationen vom Vorabend einen langsamen Streikbeginn und relativ normalen Verkehr am Vormittag.